# Francisco Javier Puerto Sarmiento
Francisco Javier Puerto Sarmiento (Madrid, 16 de juny de 1950) és un historiador espanyol, acadèmic de la Reial Acadèmia de la Història.

## Biografia
El 1975 es llicencià en farmàcia a la Universitat Complutense de Madrid, on el 1979 s'hi doctorà amb excel·lent "cum laude". De 1978 a 1982 treballà com a professor ajudant a la Facultat de Farmàcia de la Universitat Complutense de Madrid, de 1982 a 1984 com a professor adjunt, de 1984 a 1986 com a professor titular i des de 1986 com a catedràtic d'història de la farmàcia. També ha estat director del Museu de la Farmàcia Hispana a la Universitat Complutense de Madrid.
Especialitzat en la Història de la Farmàcia i de la Ciència, ha participat en deu programes de recerca i ha dirigit uns altres onze sobre Història de la Ciència, la Farmàcia espanyola i el medicament amb participació d'algunes entitats d'Amèrica Llatina i de la Comunitat de Madrid. És acadèmic numerari de la Reial Acadèmia Nacional de Farmàcia i de l'Instituto de España, del qual és bibliotecari i conservador del seu Gabinet de Records.
És membre també de la Académie Internationale d'Histoire de la Pharmacie i corresponent de la Institució Fernán González, soci d'honor de l'Acadèmia Italiana d'Història de la Farmàcia i membre-corresponent de la Société suisse d'histoire de la pharmacie. Patró de la Fundació de Ciències de la Salut i director de la Càtedra José Rodríguez Carracido de l'Ateneu de Madrid. En 2012 fou nomenat acadèmic de la Reial Acadèmia de la Història.
Entre altres distincions, en 2003 va rebre la Creu amb distintiu blanc al Mèrit Naval, les medalles de bronze (1998), plata (2003) i or de la Facultat de Farmàcia de Madrid, i en 2006 la medalla de plata del Consell General de Col·legis Farmacèutics d'Espanya.

## Llibres
- La leyenda verde: naturaleza, sanidad y ciencia en la corte de Felipe II (1527-1598), Junta de Castilla y León, 2003. ISBN 84-9718-120-4
- Giral: el domador de tormentas: la sombra de Manuel Azaña, Madrid : Corona Borealis, 2003. ISBN 84-95645-19-X
- El hombre en llamas. Paracelso, Nivola Libros y Ediciones, S.L.. ISBN 84-95599-24-4
- El mito de Panacea: compendio de historia de la terapéutica y de la farmacia, Aranjuez, Madrid : Doce Calles, 1997. ISBN 84-89796-79-3
- Ciencia de cámara: Casimiro Gómez Ortega (1741-1818), el científico cortesano, Consejo Superior de Investigaciones Científicas, CSIC, 1992. ISBN 84-00-07235-9
- El Renacimiento: la superación de la tradición, Akal, 1991. ISBN 84-7600-736-1
- Historia de la ciencia: una disciplina para la esperanza, Akal, 1991. ISBN 84-7600-734-5
- La ilusión quebrada: botánica, sanidad y política científica en la España ilustrada, Consejo Superior de Investigaciones Científicas, CSIC, 1988. ISBN 84-7628-040-8